# Severinus van Noricum

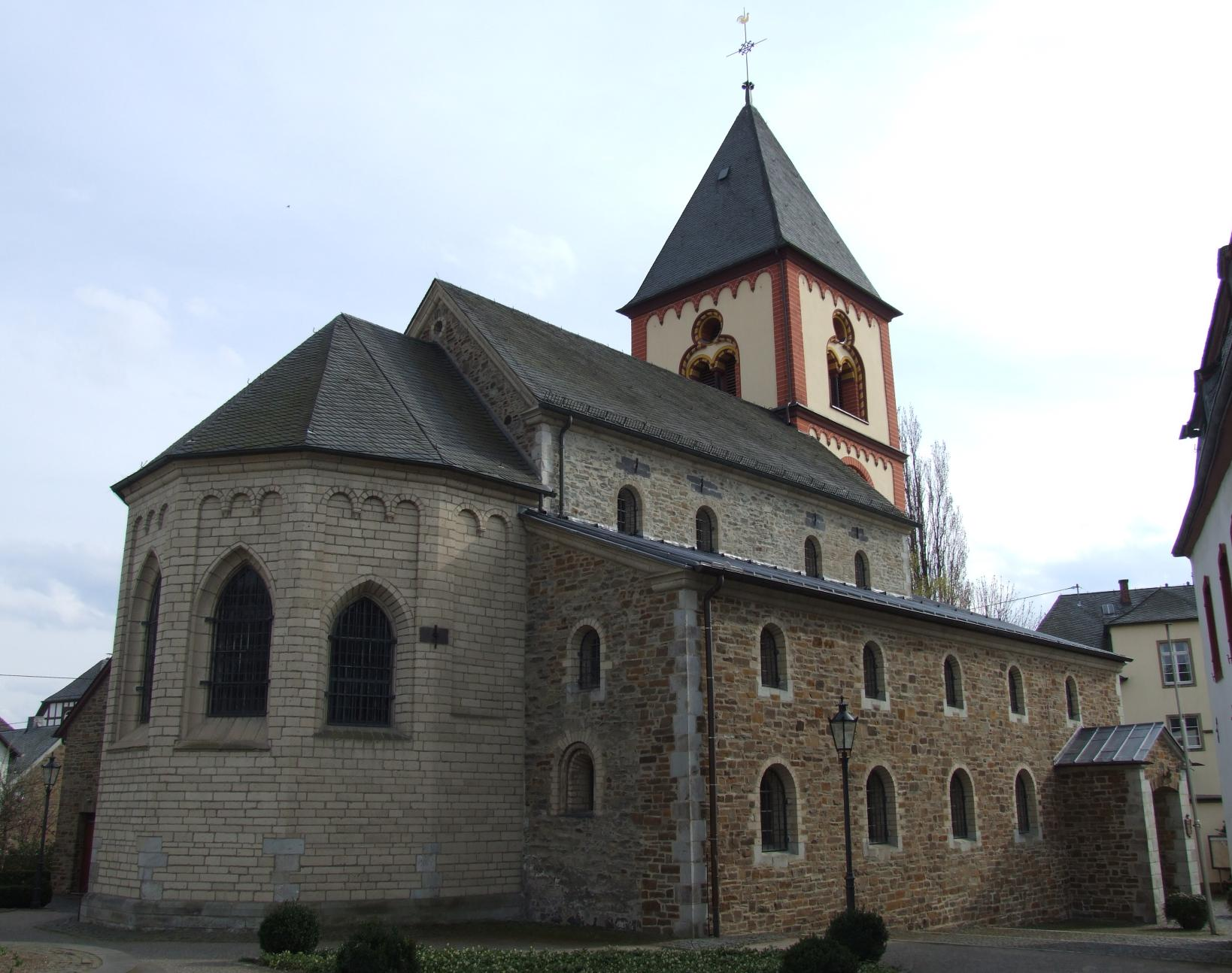
De kerk van St. Severinus in Erpel

Severinus of Severijn (ongeveer 410-482) was een heilige, waarvan we maar een beperkte kennis hebben. We weten niet wanneer en waar hij precies geboren is, en zelfs niet of het een Germaan of een Romein was. Hij leefde in de tijd van de Grote Volksverhuizing. Zijn werkterrein lag in het huidige Oostenrijk.
Als jongeman trok hij naar Egypte om bij de monniken aldaar te verblijven. Daarna ging hij als missionaris naar Europa. Hij trok in 454 naar Noricum, wat een Romeinse provincie was die zich bevond op de plaats waar tegenwoordig Beieren en Oostenrijk ligt en vestigde zich iets ten noorden van Wenen, in de stad Asturië. Daar probeerde hij de mensen te bekeren, maar dat lukte niet. Hierop vertrok hij, voorspellende dat de mensen groot onheil zou geschieden.
De Hunnen kwamen, en de stad werd vernietigd. Severinus trok vervolgens naar Favianae, het voormalige Wenen, en daar ging de bekeringsarbeid heel wat sneller. Naar verluidt woonde er in de stad een gierige weduwe, Procula, die haar zolder vol met graan had terwijl er hongersnood was in de stad. Na vermanende woorden van Severinus deelde zij haar voorraden uit en op dat moment verdween ook het ijs op de Donau, waardoor graanschepen de stad konden bereiken.
Severinus bemiddelde tussen de katholieken en de Arianen.
Vervolgens trok Severinus nog verder, bekeerde veel mensen en deed veel wonderen, zoals het afwenden van een sprinkhanenplaag en het genezen van zieken. Ook stichtte hij kloosters, en wel Favianus in Mautern en Bojotro in Passau. Zelf ging hij in een kluis wonen, waar hij veel mensen tot raad was. Naar verluidt kwam ook koning Gibold van de Alemannen bij hem op bezoek, en de monnik was heel boos op hem. Later verklaarde hij banger te zijn geweest voor Severinus dan bij de gevaarlijkste veldslag.
Severinus stierf in 482 en werd spoedig daarop als een heilige vereerd. Zijn volgelingen werden door de Germaanse aanvoerder Odoaker verdreven. Zij namen het gebeente van Severinus mee naar Frattamaggiore bij Aversa.